# 白水坑水库
白水坑水库位于浙江省江山市峡口镇东部江山港上游，是以防洪、发电为主要功能的大（二）型水库，总库容达2.48亿立方米，总投资3.95亿元。工程于2001年2月动工建设，2003年6月并网发电。